# Champions League Twenty20 2011
Die Champions League Twenty20 2011 war ein internationaler Twenty20-Cricket-Wettbewerb, ausgetragen zwischen Clubs aus Australien, England, Indien, Südafrika, Neuseeland, Sri Lanka und den West Indies. Es war die dritte Austragung des Turniers und fand zwischen dem 23. September und dem 9. Oktober 2011 in Indien statt. Sieger war die Mannschaft der Mumbai Indians, die im Finale die Royal Challengers Bangalore mit 31 Runs besiegte.

## Teilnehmer
Die Teilnehmer qualifizierten sich über ihre nationalen Twenty20-Meisterschaften. Das Turnier unterteilt sich in eine Qualifikation und in eine Hauptrunde. In der Qualifikation treten die Meister aus England, Neuseeland, Sri Lanka und den West Indies, sowie der Zweite aus England und der Vierte aus Indien an. Dieses sind:
| Team                  | Land        | Liga                           |
| --------------------- | ----------- | ------------------------------ |
| Leicestershire Foxes  | England     | Friends Life t20 2011          |
| Somerset Sabres       | England     | Friends Life t20 2011          |
| Kolkata Knight Riders | Indien      | Indian Premier League 2011     |
| Auckland Aces         | Neuseeland  | HRV Twenty20 2010/11           |
| Ruhuna Rhinos         | Sri Lanka   | Inter-Provincial Twenty20 2010 |
| Trinidad & Tobago     | West Indies | Caribbean Twenty20 2010–11     |

Direkt für die Hauptrunde qualifiziert sind die drei besten Teams aus Indien sowie die beiden besten Teams aus Australien und Südafrika. Dieses sind:
| Team                        | Land       | Liga                        |
| --------------------------- | ---------- | --------------------------- |
| Southern Redbacks           | Australien | Twenty20 Big Bash 2010/11   |
| New South Wales Blues       | Australien | Twenty20 Big Bash 2010/11   |
| Chennai Super Kings         | Indien     | Indian Premier League 2011  |
| Royal Challengers Bangalore | Indien     | Indian Premier League 2011  |
| Mumbai Indians              | Indien     | Indian Premier League 2011  |
| Cape Cobras                 | Südafrika  | Standard Bank Pro20 2010–11 |
| Warriors                    | Südafrika  | Standard Bank Pro20 2010–11 |

## Austragungsorte
| Stadt     | Stadion                                    | Kapazität |
| --------- | ------------------------------------------ | --------- |
| Bangalore | M. Chinnaswamy Stadium                     | 45.000    |
| Chennai   | M. A. Chidambaram Stadium                  | 50.000    |
| Hyderabad | Rajiv Gandhi International Cricket Stadium | 40.000    |

Ursprünglich war auch Eden Gardens in Kolkata vorgesehen, musste allerdings auf Grund starker Regenfälle im Vorfeld der Spiele am 20. September 2011 zurückgezogen werden.

## Format
In der Qualifikationsrunde werden zwei Gruppen mit jeweils drei Teams ausgetragen, in denen jeder gegen jeden spielt. Die beiden Gruppensieger und der beste Gruppenzweite qualifizieren sich für die Hauptrunde. Die dafür qualifizierten zehn Teams werden wiederum in zwei Gruppen aufgeteilt, in denen jeder gegen jeden spielt. Die dabei ermittelten Gruppenersten und -zweiten qualifizieren sich dann für das Halbfinale, deren beiden Gewinner dann das Finale bestreiten.

## Qualifikationsrunde

### Gruppe A
Tabelle
| Gruppe A              | Sp. | S | N | NR | P | NRR    |
| --------------------- | --- | - | - | -- | - | ------ |
| Somerset Sabres       | 2   | 2 | 0 | 0  | 4 | +0.300 |
| Kolkata Knight Riders | 2   | 1 | 1 | 0  | 2 | −0.225 |
| Auckland Aces         | 2   | 0 | 2 | 0  | 0 | −0.075 |

Spiele
| 19. September Scorecard | Hyderabad | Kolkata Knight Riders 121-6 (20)         | – | Auckland Aces 119-6 (20) |
|                         |           | Kolkata Knight Riders gewinnt mit 2 Runs |   |                          |

| 20. September Scorecard | Hyderabad | Auckland Aces 125-7 (20)              | – | Somerset Sabres 126-6 (20) |
|                         |           | Somerset Sabres gewinnt mit 4 Wickets |   |                            |

| 21. September Scorecard | Hyderabad | Somerset Sabres 166-6 (20)           | – | Kolkata Knight Riders 155-8 (20) |
|                         |           | Sommerset Sabres gewinnt mit 11 Runs |   |                                  |

### Gruppe B
Tabelle
| Gruppe B             | Sp. | S | N | NR | P | NRR    |
| -------------------- | --- | - | - | -- | - | ------ |
| Trinidad und Tobago  | 2   | 2 | 0 | 0  | 4 | +1.659 |
| Ruhuna Rhinos        | 2   | 1 | 1 | 0  | 2 | −1.375 |
| Leicestershire Foxes | 2   | 0 | 2 | 0  | 0 | −0.275 |

Spiele
| 19. September Scorecard | Hyderabad | Ruhuna Rhinos 138 (20)                  | – | Trinidad und Tobago 144-5 (18.5) |
|                         |           | Trinidad & Tobago gewinnt mit 5 Wickets |   |                                  |

| 20. September Scorecard | Hyderabad | Trinidad und Tobago 168-2 (20)        | – | Leicestershire Foxes 117-9 (20) |
|                         |           | Trinidad & Tobago gewinnt mit 51 Runs |   |                                 |

| 21. September Scorecard | Hyderabad | Leicestershire Foxes 156-8 (20)  | – | Ruhuna Rhinos 160-6 (20) |
|                         |           | Ruhuna Rhinos gewinnt mit 4 Runs |   |                          |

## Hauptrunde

### Gruppe A
| Gruppe A              | Sp. | S | N | NR | P | NRR    |
| --------------------- | --- | - | - | -- | - | ------ |
| New South Wales Blues | 4   | 3 | 1 | 0  | 6 | +0.627 |
| Mumbai Indians        | 4   | 2 | 1 | 1  | 5 | −0.280 |
| Trinidad und Tobago   | 4   | 2 | 2 | 0  | 4 | +0.176 |
| Cape Cobras           | 4   | 1 | 2 | 1  | 3 | +0.229 |
| Chennai Super Kings   | 4   | 1 | 3 | 0  | 2 | −0.712 |

| 24. September Scorecard | Chennai | New South Wales Blues 135-8 (20)  | – | Cape Cobras 136-3 (17.2) |
|                         |         | Cape Cobras gewinnt mit 7 Wickets |   |                          |

| 24. September Scorecard | Chennai | Chennai Super Kings 158-4 (20)       | – | Mumbai Indians 159-7 (19.5) |
|                         |         | Mumbai Indians gewinnt mit 3 Wickets |   |                             |

| 26. September Scorecard | Bangalore | Trinidad und Tobago 98 (16.2)       | – | Mumbai Indians 99-9 (20) |
|                         |           | Mumbai Indians gewinnt mit 1 Wicket |   |                          |

| 28. September Scorecard | Chennai | Trinidad und Tobago 139-6 (20) / 15-1 | – | New South Wales Blues 139-8 (20) / 18-0 |
|                         |         | NSW Blues gewinnt im Super Over       |   |                                         |

| 28. September Scorecard | Chennai | Cape Cobras 145-7 (20)                    | – | Chennai Super Kings 146-6 (19.4) |
|                         |         | Chennai Super Kings gewinnt mit 4 Wickets |   |                                  |

| 30. September Scorecard | Bangalore | Mumbai Indians 176-5 (20) | – | Cape Cobras |
|                         |           | No Result                 |   |             |

| 2. Oktober Scorecard | Chennai | Mumbai Indians 100-7 (20)       | – | New South Wales Blues 101-5 (17) |
|                      |         | NSW Blues gewinnt mit 5 Wickets |   |                                  |

| 2. Oktober Scorecard | Chennai | Trinidad und Tobago 123-8 (20)        | – | Chennai Super Kings 111-6 (20) |
|                      |         | Trinidad & Tobago gewinnt mit 12 Runs |   |                                |

| 4. Oktober Scorecard | Chennai | Cape Cobras 137-4 (20)                  | – | Trinidad und Tobago 138-8 (19.4) |
|                      |         | Trinidad & Tobago gewinnt mit 2 Wickets |   |                                  |

| 4. Oktober Scorecard | Chennai | New South Wales Blues 201-2 (20) | – | Chennai Super Kings 155 (18.5) |
|                      |         | NSW Blues gewinnt mit 46 Runs    |   |                                |

### Gruppe B
| Gruppe B               | Sp. | S | N | NR | P | NRR    |
| ---------------------- | --- | - | - | -- | - | ------ |
| Somerset Sabres        | 4   | 2 | 1 | 1  | 5 | −0.557 |
| Royal Chall. Bangalore | 4   | 2 | 2 | 0  | 4 | +0.325 |
| Kolkata Knight Riders  | 4   | 2 | 2 | 0  | 4 | +0.306 |
| Warriors               | 4   | 2 | 2 | 0  | 4 | +0.246 |
| Southern Redbacks      | 4   | 1 | 2 | 1  | 3 | −0.533 |

| 23. September Scorecard | Bangalore | Royal Chall. Bangalore 172-8 (20) | – | Warriors 173-7 (20) |
|                         |           | Warriors gewinnt mit 3 Wickets    |   |                     |

| 25. September Scorecard | Hyderabad | Warriors 171-5 (20)          | – | Southern Redbacks 121-6 (20) |
|                         |           | Warriors gewinnt mit 50 Runs |   |                              |

| 25. September Scorecard | Hyderabad | Kolkata Knight Riders 161-3 (20)      | – | Somerset Sabres 164-5 (19.4) |
|                         |           | Somerset Sabres gewinnt mit 5 Wickets |   |                              |

| 27. September Scorecard | Hyderabad | Southern Redbacks 188-5 (20)          | – | Kolkata Knight Riders 169-9 (20) |
|                         |           | Southern Redbacks gewinnt mit 19 Runs |   |                                  |

| 29. September Scorecard | Bangalore | Royal Chall. Bangalore 169-9 (20)           | – | Kolkata Knight Riders 171-1 (17.3) |
|                         |           | Kolkata Knight Riders gewinnt mit 9 Wickets |   |                                    |

| 1. Oktober Scorecard | Bangalore | Southern Redbacks | – | Somerset Sabres |
|                      |           | No Result         |   |                 |

Spiel auf Grund von Regenfällen nicht ausgetragen.
| 1. Oktober Scorecard | Bangalore | Warriors 155-4 (20)                                    | – | Kolkata Knight Riders 83-1 (9/9) |
|                      |           | Kolkata Knight Riders gewinnt mit 22 Runs (D/L method) |   |                                  |

| 3. Oktober Scorecard | Bangalore | Royal Chall. Bangalore 206-6 (20)       | – | Somerset Sabres 155-6 (20) |
|                      |           | R. Chall. Bangalore gewinnt mit 51 Runs |   |                            |

| 5. Oktober Scorecard | Bangalore | Somerset Sabres 146-4 (20)          | – | Warriors 134-8 (20) |
|                      |           | Somerset Sabres gewinnt mit 12 Runs |   |                     |

| 5. Oktober Scorecard | Bangalore | Southern Redbacks 214-2 (20)              | – | Royal Chall. Bangalore 215-8 (20) |
|                      |           | R. Chall. Bangalore gewinnt mit 2 Wickets |   |                                   |

### Halbfinale
| 7. Oktober Scorecard | Chennai | New South Wales Blues 203-2 (20)          | – | Royal Chall. Bangalore 204-4 (18.3) |
|                      |         | R. Chall. Bangalore gewinnt mit 6 Wickets |   |                                     |

| 8. Oktober Scorecard | Bangalore | Mumbai Indians 160-5 (20)          | – | Somerset Sabres 150-7 (20) |
|                      |           | Mumbai Indians gewinnt mit 10 Runs |   |                            |

### Finale
| 9. Oktober Scorecard | Chennai | Mumbai Indians 139 (20)            | – | Royal Chall. Bangalore 108 (19.2) |
|                      |         | Mumbai Indians gewinnt mit 31 Runs |   |                                   |